# Onere
In diritto l'onere è la situazione giuridica soggettiva del soggetto che è tenuto a un determinato comportamento nel proprio interesse, poiché in mancanza non si produrrebbe un effetto giuridico a lui favorevole.
Il soggetto sul quale grava l'onere è libero di tenere o meno il comportamento e in ciò l'onere si distingue dall'obbligo e dal dovere, la cui inosservanza comporta, invece, l'applicazione di una sanzione: il mancato adempimento dell'onere non comporta alcuna sanzione ma il non realizzarsi dell'effetto giuridico favorevole. Questo ha portato a definire l'onere, con un apparente ossimoro, dovere libero.
L'esempio classico è rappresentato dall'onere della prova, presente nella generalità degli ordinamenti ed enunciato per quello italiano dall'art. 2697 del Codice civile: chi agisce in giudizio per far valere un diritto deve fornire la dimostrazione dei fatti su cui tale diritto si fonda, così come chi gli oppone un'eccezione deve dimostrare i fatti su cui essa si fonda; se la parte non assolve all'onere della prova, il giudice deciderà la causa in modo sfavorevole alla stessa. Vengono ricondotti all'onere anche i casi in cui il legislatore impone il rispetto di determinate forme, tipicamente quella scritta, per certi atti giuridici: il mancato rispetto di tali forme, infatti, comporta in non realizzarsi di un effetto favorevole, la validità dell'atto.
In dottrina la natura dell'onere è sempre stata problematica. In passato si tendeva a considerarlo una situazione soggettiva passiva. La dottrina più recente tende, invece, ad ascriverlo tra le situazioni soggettive attive vedendo in esso un potere e, al contempo, un dovere gravanti sullo stesso soggetto (si parla, infatti, di obbligo potestativo), sicché non esiste alcuna correlata situazione attiva in capo ad altri.
Il significato del termine ora esposto non va confuso con l'altro, pure utilizzato nel linguaggio giuridico, secondo cui l'onere è un elemento accessorio del negozio giuridico gratuito.